# GP3 Series
A GP3 Series, (GP3) foi uma categoria-escola de monopostos, monomarca, que servia de promoção à GP2 Series, que teve início em 2010. Inicialmente, estava previsto a fusão com o campeonato de International Fórmula Master. Contudo, a GP3 Series usou inicialmente um novo chassis da Dallara e motores Renault.
Esperava-se que o orçamento ronde os €600,000 por ano.
Em 2019, a categoria se fundiu com o Campeonato Europeu de Fórmula 3 da FIA para formar uma nova categoria, o Campeonato de Fórmula 3 da FIA.

## Carro da GP3 Series
Os carros da GP3 Series foram iguais para todos os participantes.
ChassisDesenhado e construído pela Dallara, empresa que já produzia os chassis da GP2 Series e IndyCar Series, além dos carros da equipe Hispania Racing Team de Formula 1.
Motordesenvolvido inicialmente pela Renault e posteriormente pela Mecachrome.
Caixa de velocidadesCaixa de velocidades sequencial longitudinal de 6 velocidades.
PneusA italiana Pirelli foi a fornecedora de pneus da GP3 Series, enquanto sua concorrente Bridgestone, fornecia os pneus para a GP2 Series.
Outras partesA Brembo fabricou os freios, tal qual já acontecia na GP2 Series.

## Fim-de-semana de corrida
Um fim de semana de corrida contava com uma sessão de treinos de 30 minutos na sexta-feira e uma sessão de 30 minutos de classificação no sábado, seguido por duas corridas. A sessão de classificação determinava a ordem do grid para a corrida de sábado.
A segunda corrida acontecia no domingo e o grid era decidido pelo resultado de sábado com o top 8 sendo invertido, sendo assim, o piloto que obteve o oitavo lugar no sábado, largava na pole position e o vencedor saia da oitava posição.
A distância de cada corrida era decidida antes de cada evento, entretanto era obrigatório correr o número determinado de voltas dentro do tempo limite de 30 minutos. Não sendo completado o número de voltas, vencia quem recebesse a bandeirada ao final do tempo.

## Sistema de pontos
- Pole Position para a corrida de Sábado: 2 pontos

| Sistema de Pontuação para a Corrida 1 | Sistema de Pontuação para a Corrida 1 | Sistema de Pontuação para a Corrida 1 | Sistema de Pontuação para a Corrida 1 | Sistema de Pontuação para a Corrida 1 | Sistema de Pontuação para a Corrida 1 | Sistema de Pontuação para a Corrida 1 | Sistema de Pontuação para a Corrida 1 | Sistema de Pontuação para a Corrida 1 | Sistema de Pontuação para a Corrida 1 |
| 1º                                    | 2º                                    | 3º                                    | 4º                                    | 5º                                    | 6º                                    | 7º                                    | 8º                                    | 9º                                    | 10º                                   |
| ------------------------------------- | ------------------------------------- | ------------------------------------- | ------------------------------------- | ------------------------------------- | ------------------------------------- | ------------------------------------- | ------------------------------------- | ------------------------------------- | ------------------------------------- |
| 25                                    | 18                                    | 15                                    | 12                                    | 10                                    | 8                                     | 6                                     | 4                                     | 2                                     | 1                                     |

| Sistema de pontos para a Corrida 2 | Sistema de pontos para a Corrida 2 | Sistema de pontos para a Corrida 2 | Sistema de pontos para a Corrida 2 | Sistema de pontos para a Corrida 2 | Sistema de pontos para a Corrida 2 | Sistema de pontos para a Corrida 2 | Sistema de pontos para a Corrida 2 |
| 1º                                 | 2º                                 | 3º                                 | 4º                                 | 5º                                 | 6º                                 | 7º                                 | 8º                                 |
| ---------------------------------- | ---------------------------------- | ---------------------------------- | ---------------------------------- | ---------------------------------- | ---------------------------------- | ---------------------------------- | ---------------------------------- |
| 15                                 | 12                                 | 10                                 | 8                                  | 6                                  | 4                                  | 2                                  | 1                                  |

- Volta mais rápida: 2 pontos por corrida. Para registar a volta mais rápida, o piloto deveria completar pelo menos 90% das voltas da corrida e terminar dentro do Top 10.

Com este sistema de pontos, o maior número de pontos que alguém podia marcar durante o fim-de-semana era de 46, fazendo a pole position e vencendo as duas corrida com volta mais rápida em ambas.

## Temporadas

### 2010
A Temporada da GP3 Series de 2010 foi a temporada inaugural da categoria.

## Campeões
| Ano  | Campeão                            | Segundo                            | Terceiro                            | Equipe Campeã  |
| ---- | ---------------------------------- | ---------------------------------- | ----------------------------------- | -------------- |
| 2010 | Esteban Gutiérrez (ART Grand Prix) | Robert Wickens (Status Grand Prix) | Nico Müller (Jenzer Motorsport)     | ART Grand Prix |
| 2011 | Valtteri Bottas (Lotus ART)        | James Calado (Lotus ART)           | Nigel Melker (RSC Mücke Motorsport) | Lotus ART      |
| 2012 | Mitch Evans (MW Arden)             | Daniel Abt (Lotus GP)              | António Félix da Costa (Carlin)     | Lotus GP       |
| 2013 | Daniil Kvyat (MW Arden)            | Facu Regalia (ART Grand Prix)      | Conor Daly (ART Grand Prix)         | ART Grand Prix |
| 2014 | Alex Lynn (Carlin)                 | Dean Stoneman (Koiranen GP)*       | Marvin Kirchhöfer (ART Grand Prix)  | Carlin         |
| 2015 | Esteban Ocon (ART Grand Prix)      | Luca Ghiotto (Trident)             | Marvin Kirchhöfer (ART Grand Prix)  | ART Grand Prix |
| 2016 | Charles Leclerc (ART Grand Prix)   | Alexander Albon (ART Grand Prix)   | Antonio Fuoco (Trident)             | ART Grand Prix |
| 2017 | George Russell (ART Grand Prix)    | Jack Aitken (ART Grand Prix)       | Nirei Fukuzumi (ART Grand Prix)     | ART Grand Prix |
| 2018 | Anthoine Hubert (ART Grand Prix)   | Nikita Mazepin (ART Grand Prix)    | Callum Ilott (ART Grand Prix)       | ART Grand Prix |

*Stoneman começou a temporada na equipe Marussia Manor Racing.